# Ilići
Ilići su naseljeno mjesto u zapadnom dijelu grada Mostara, Federacija Bosne i Hercegovine, BiH.

## Povijest
Ilići su kroz svoju povijest bili poznati po poljoprivredi čemu u mnogome doprinosi rijeka Radobolja koja tuda protječe i kojom su se navodnjavale bašte. Dolaskom osmanlija na rijeci su izgrađene brojne stupe i mlinice. Mlinica koja je i danas aktivna je Lulina mlinica, a rukavac Radobolje koji vodi do nje je obnovljen u rujnu 2021. godine.

## Uočnica sv. Ivana Krstitelja
Od 1939. godine na vrelu Babuna, pritoke Radobolje, u Ilićima se slavi uočnica sv. Ivana Krstitelja,.

## Franjevačka Župa sv. Franje Asiškog- Ilići
Zaštitnik župe u Ilićima je sv. Franjo Asiški. Susjedne župe: Župa Marije Majke Crkve - Katedrala, Župa sv. Ivana Apostola i Evanđelista, Župa sv. Barbare Rudnik, Župa sv. Petra i Pavla i Župa sv. Tome apostola. Na području župe sv. Franje Asiškog nalazi se crkva sv. Franje Asiškog i kapelica Majke Božje na Vrelu Radobolje.

## Crkva sv. Franje
Gradnja crkve sv. Franje u Ilićima na Babunu počela je 2000.-ih a 2008. godine, izlivena je glavna ploča, tako je Crkva dobila svoju prvu zaštitu od kiše. Graditelji crkve su Graditelji, Bratovština brata Franje Ilići.
Ispred crkve sv. Franje u Ilićima na Babunu nalazi se spomenik poginulim hrvatskim braniteljima. O Ilićima u Domovinskom ratu snimljen je istoimeni dokumentarni film 2018. godine.

## Stanovništvo

### Popisi1971.–1991.
| Ilići              |                |                |                |
| godina popisa      | 1991.          | 1981.          | 1971.          |
| Hrvati             | 2684 (92,07 %) | 2216 (90,37 %) | 1780 (92,37 %) |
| Muslimani          | 142 (4,87 %)   | 124 (5,05 %)   | 111 (5,76 %)   |
| Srbi               | 9 (0,30 %)     | 11 (0,44 %)    | 4 (0,20 %)     |
| Jugoslaveni        | 57 (1,95 %)    | 84 (3,42 %)    | 9 (0,46 %)     |
| ostali i nepoznato | 23 (0,78 %)    | 17 (0,69 %)    | 23 (1,19 %)    |
| ukupno             | 2915           | 2452           | 1927           |

### Popis2013.
| Ilići              |                |
| godina popisa      | 2013.          |
| Hrvati             | 2497 (96,60 %) |
| Bošnjaci           | 62 (2,40 %)    |
| Srbi               | 4 (0,15 %)     |
| ostali i nepoznato | 22 (0,85 %)    |
| ukupno             | 2285           |

## Poznate osobe
- Nikola Bubalo, pjesnik i putopisac